# Anthracocentrus rugiceps
Anthracocentrus rugiceps är en skalbaggsart som först beskrevs av Charles Joseph Gahan 1894.  Anthracocentrus rugiceps ingår i släktet Anthracocentrus och familjen långhorningar.
Artens utbredningsområde är:
- Iran.
- Pakistan.

Inga underarter finns listade i Catalogue of Life.